# József Tuncsik
József Tuncsik, (* 23. září 1949 v Debrecínu, Maďarsko) je bývalý maďarský zápasník – judista, bronzový olympijský medailista v judu z roku 1976.

## Sportovní kariéra
K judu ho přivedla tragédie, která postihla maďarskou judistickou reprezentaci v roce 1966. Při pádu dopravního letadla v Bratislavě zahynuli všichni členové maďarské reprezentace v judu. Do té doby se věnoval klasickému zápasu a tomuto olympijskému stylu byl věrný i nadále. Judo měl pouze jako doplňkový sport v armádním klubu Honvéd Budapešť, kde se připravoval. V roce 1972 se pokoušel kvalifikovat na olympijské hry v Mnichově v judu, ke které mu nakonec zabránila zlomenina nohy. Od roku 1973 se specializoval na judo, ale technické nedostatky mu dlouho bránily k mezinárodním úspěchům. Velmi mu v tomto směru pomohly návštěvy Japonska, kde se naučil některé techniky efektivně využívat. V olympijském roce 1976 zaznamenal výkonnostní progres a k titulu mistra Evropy přidal v témže bronzovou olympijskou medaili v judu na olympijských hrách v Montrealu. Od roku 1978 se věnoval trenérské práci v armádním klubu Honvéd po boku svého bývalého trenéra Ference Moravecze. Aktivní sportovní kariéru však ukončil až v roce 1981. Po pádu komunistického režimu se přesunul do Paksi, kde v roce 1992 připravil k zisku zlaté olympijské medaile Antala Kovácse.

## Výsledky
| Turnaj             | 1976      | 1977      | 1978      |
| Turnaj             | 27        | 28        | 29        |
| Turnaj             | pololehká | pololehká | pololehká |
| ------------------ | --------- | --------- | --------- |
| Olympijské hry     | 3.        |           |           |
| Mistrovství Evropy | 1.        | —         | 3.        |